# Magadhi

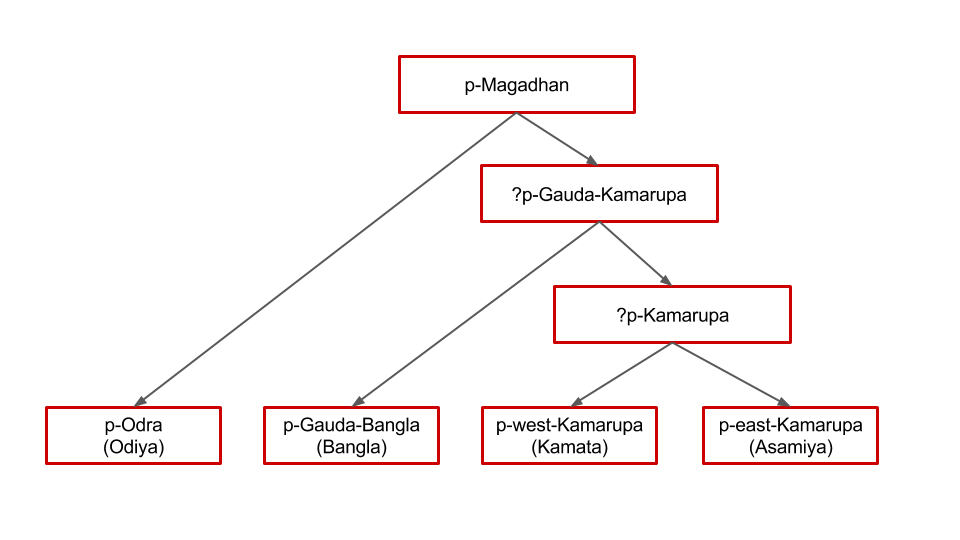
Le magādhi et les langues qui en descendent

Le magādhi, langue souvent confondue avec le pāli, est un prākrit, langage écrit et parlé autrefois à l'est du sous-continent indien (régions correspondant aujourd'hui à l'est de l'Inde, au Bangladesh, et au Népal). On pense que c'était la langue dans laquelle s'exprimait Siddhartha Gautama et que c'était la langue de l'ancien royaume de Magadha (d'où son nom). C'était la langue officielle de l'Empire Maurya, et les édits d'Ashoka ont été composés dans cette langue.
Au Népal, elle est connue comme ancien népalais.
Le pāli est une langue très proche, dédiée exclusivement au canon bouddhique, les trois corbeilles.
Le magādhi moderne est le magahī.

## Sources
- Cet article est partiellement ou en totalité issu de l'article intitulé « Maghadi » (voir la liste des auteurs).